# Johannes Schweter

Johannes Schweter

Johannes Siegfried Schweter (* 29. August 1901 in Schomberg in Oberschlesien; † 4. Dezember 1985 in Gummersbach) war ein deutscher Politiker (NSDAP).

## Leben
Nach dem Besuch der Volksschule absolvierte Johannes Schweter eine Gartenbaulehre. Anschließend arbeitete er bis 1922 als Gartengehilfe. Seit 1923 war er Besitzer seiner eigenen Gärtnerei und eines Blumengeschäfts.
Politisch tat Schweter sich erstmals von 1933 Oktober 1935 als Kreisdeputierter in Beuthen-Land hervor. Seit 1933 fungierte er als hauptamtlicher Kreisleiter, zunächst in Beuthen-Land, später von Oktober 1935 bis Sommer 1939 in Kreuzburg (Oberschlesien). Ferner war er Mitglied des Kreisverwaltungsgerichts, des Kreissparkassenausschusses sowie Amtsvorsteher und Bürgermeister.
Vom 29. März 1936 bis zum Ende der NS-Herrschaft im Frühjahr 1945 saß Schweter als Abgeordneter für den Wahlkreis 9 (Oppeln) im nationalsozialistischen Reichstag.
Nach dem Zweiten Weltkrieg lebte Schweter als Handelsgärtner in Vollmershausen, in Dieringhausen (heute Gummersbach) und später in Gummersbach, wo er 1985 verstarb.